# Comuna Kosîkivți, Nova Ușîțea
Kosîkivți (în ucraineană Косиківці) este o comună în raionul Nova Ușîțea, regiunea Hmelnîțkîi, Ucraina, formată din satele Kosîkivți (reședința) și Șelesteanî.

## Demografie
Componența lingvistică a comunei Kosîkivți
     Ucraineană (98,82%)
     Alte limbi (1,19%)
Conform recensământului din 2001, majoritatea populației comunei Kosîkivți era vorbitoare de ucraineană (98,82%), existând în minoritate și vorbitori de alte limbi.